# Fatma Ceren Necipoğlu
Fatma Ceren Necipoğlu (Istambul, 18 de janeiro de 1972 — Oceano Atlântico, 31 de maio de 2009) foi uma harpista turca, professora universitária de piano e harpa. Estava a bordo do voo 447 da Air France que ia do Rio de Janeiro para Paris e que desapareceu sobre o Oceano Atlântico na noite do dia 31 de maio de 2009. 

## Biografia
Durante a sua educação secundária no Escola Alemã em Istambul, Necipoğlu frequentou os conservatórios de cidade de Istambul e da Universidade de Istambul onde aprendeu a tocar harpa. Após o término do estudos secundários em 1992, ela estudou no Departamento de Tradução e Interpretação da Universidade de Bogazici, onde recebeu o diploma de graduação em 1997. Mudou-se para os Estados Unidos, onde estudou no Departamento de Escola Harpa na Universidade de Música do Estado da Luisiana, onde se formou em 1999. Mais tarde, ela se matriculou na Universidade Jacobs de Música no estado de Indiana, onde estudou com outro harpista turco, Sirin Pancaroğlu e se formou em 2001. 
Tendo retornado à Turquia, ela se juntou à Orquestra Sinfônica Regional do Estado em Bursa, e mais tarde se tornou professora de piano e harpa da Universidade Anadolu, em Esquixequir.
Ela foi convidada para o IV RioHarpFestival, para realizar dois recitais, e estava retornando a Istambul, quando foi vítima do acidente com o voo AF 447, na noite do dia 31 de maio de 2009.
Necipoğlu realizou numerosos recitais e concertos na Turquia e no exterior. Ela também recebeu diversos prêmios tanto na Turquia, quanto internacionais.